# 1936 în artă
← 1933 în artă — 1934 în artă — 1935 în artă ——  1936 în artă  —— 1937 în artă — 1938 în artă — 1938 în artă →
1936 în artă implică o serie de evenimente:

## Evenimente

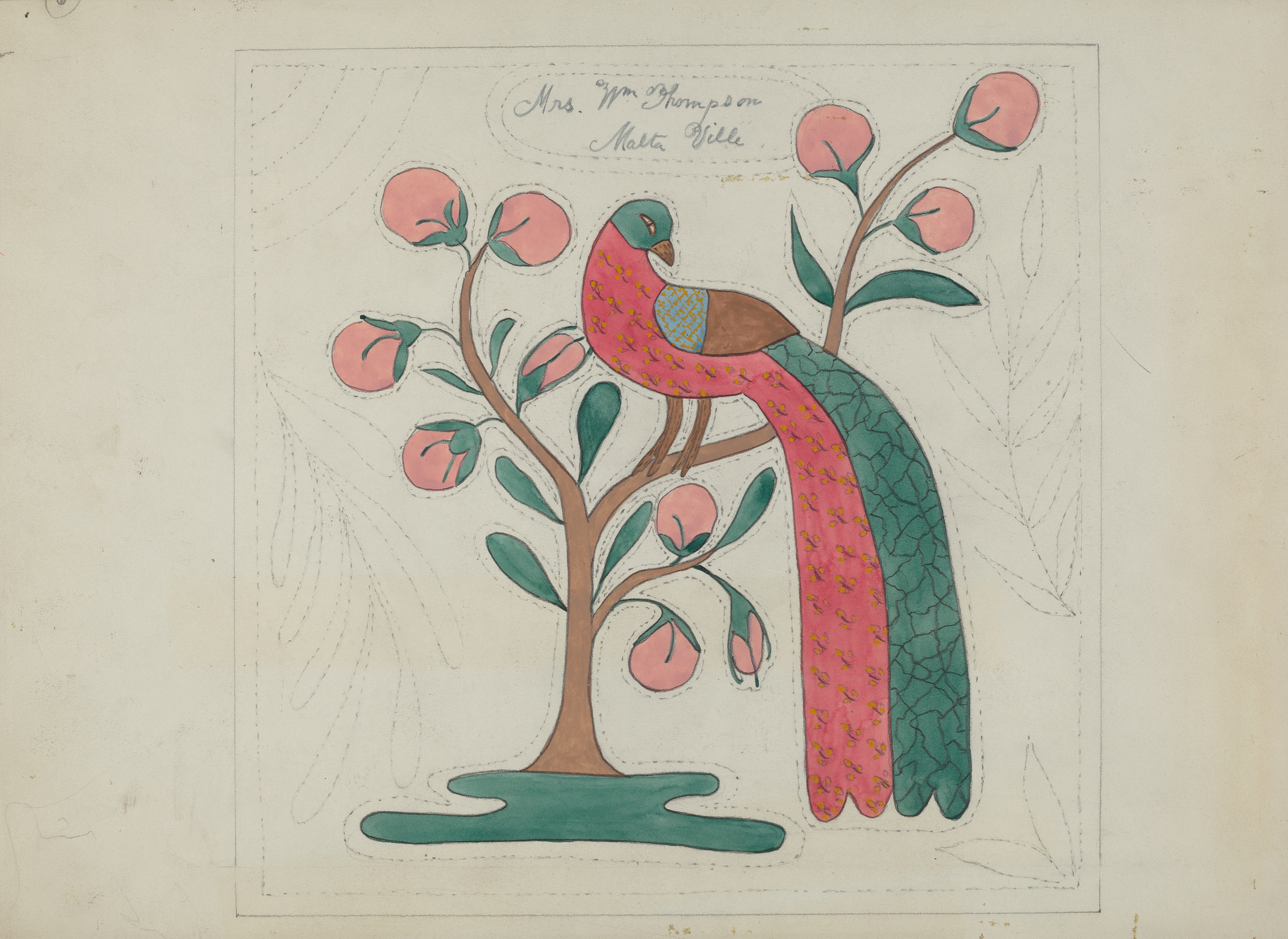
1936 — Mildred Prince (1912 - 2002)', Applique Quilt, circa 1936, NGA 27172 (acuarelă și grafit pe hârtie) – lucrare aflată la National Gallery of Art

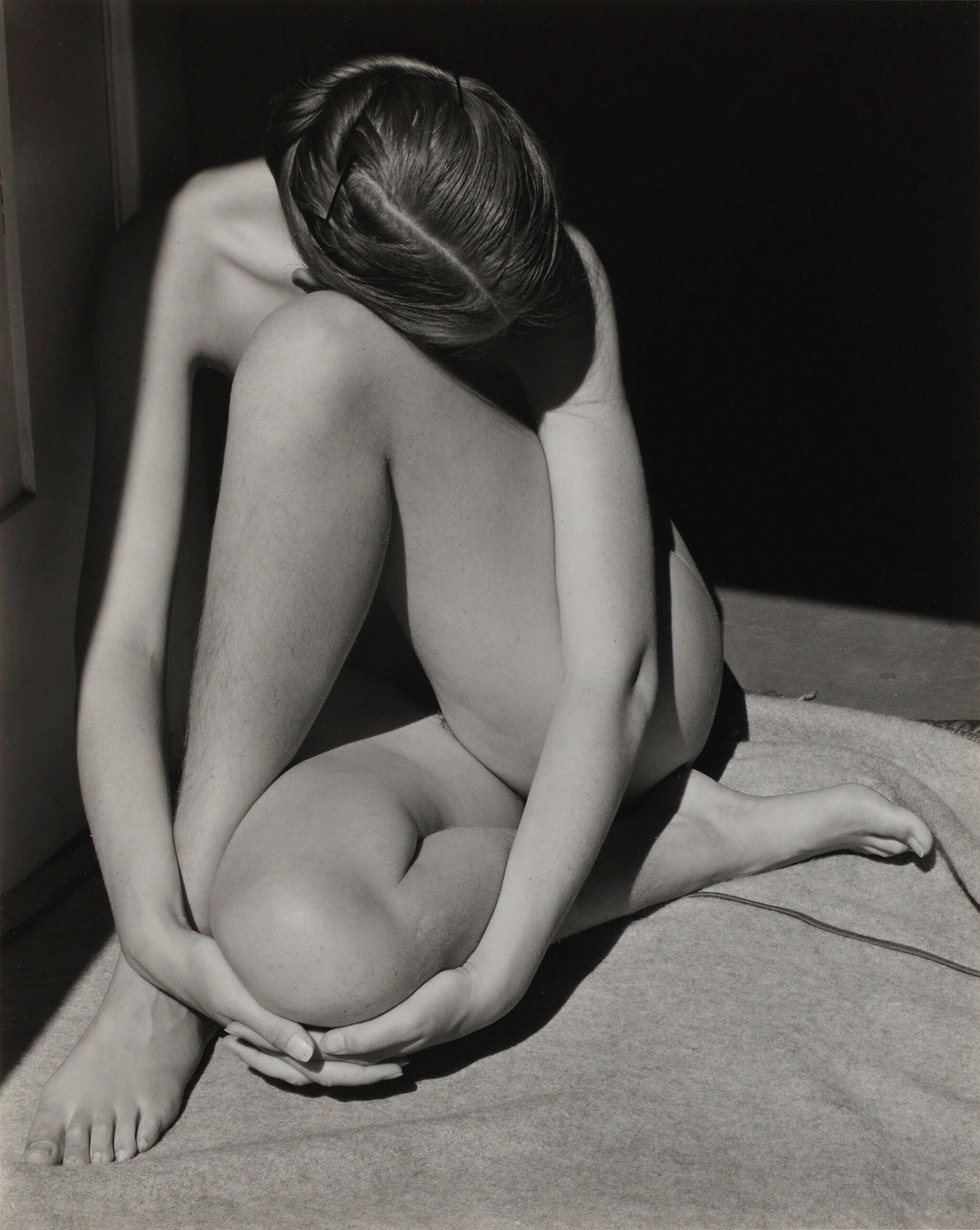
1936 — Nud - (Charis, la Santa Monica, statul) - Charis era soția fotografului (în engleză Nude (Charis, Santa Monica)) — Fotografie de Edward Weston (1886 – 1958) → WikiData:Q346988

### Evenimente artistice oriunde
- Februarie
- Decembrie

## Premii
- Premiul Archibald –
- Medalia Newbery –

### Premii oriunde
- Premiul Archibald —  – Desbrowe Annear

## Nașteri

### Ianuarie - iunie
- 8 ianuarie –
- 17 februarie –
- 10 martie –
- 22 aprilie –
- 15 mai –
- 22 iunie –

### Iulie - decembrie
- 3 iulie –
- 25 iulie –
- 8 august – Rudi Gernreich, designer de modă austriaco-american (d. 21 aprilie 1985) |--->
- 3 septembrie –
- 6 octombrie –
- 11 noiembrie –
- 17 decembrie –

## Decese
- 23 ianuarie –
- Februarie –
- 3 februarie –
- 19 februarie –
- 16 martie –
- 15 mai –
- 22 iunie –
- 22 august -
- august –
- 1 septembrie –
- 18 octombrie –
- 15 decembrie –

## Galerie (lucrări din 1936)

Lucrări reprezentative
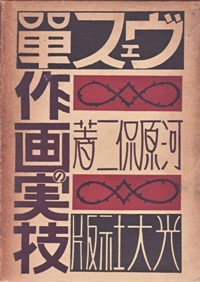
1936 — Una  - Vest pocket single lens 1936
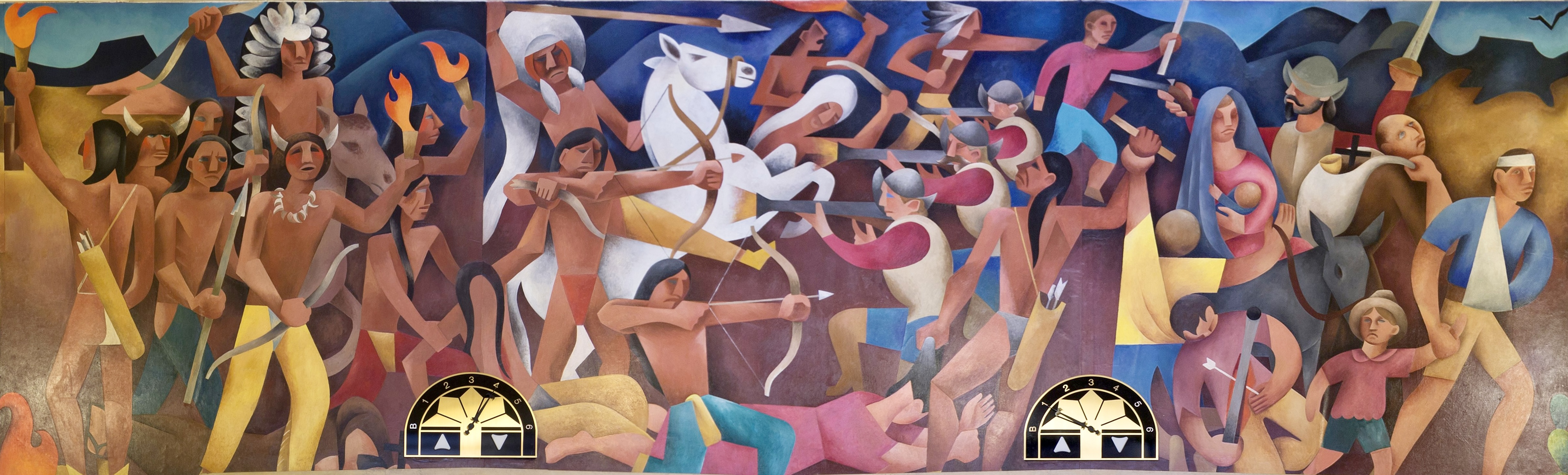
1936 — Loren Mozley — Revolta din Pueblo din 1680 „instalată” în 1936, în Albuqueque,  New Mexico – în engleză Pueblo Revolt 1680 installed 1936 ABQ NM
1936 — Ludwig Holwein - Luftschutz! (Air Defense!) - Nazi propaganda Reichsluftschutzbund poster 1936 32x21 cm Wolfsonian-FIU WOLF026889 xx1990.2738 000 No known copyright.tif